# Inna Rosja (partia polityczna)
Inna Rosja (ros. Другая Россия, Drugaja Rassija) – niezarejestrowana rosyjska lewicowo-nacjonalistyczna partia polityczna. Jej członkowie określani są jako nacbole.

## Historia

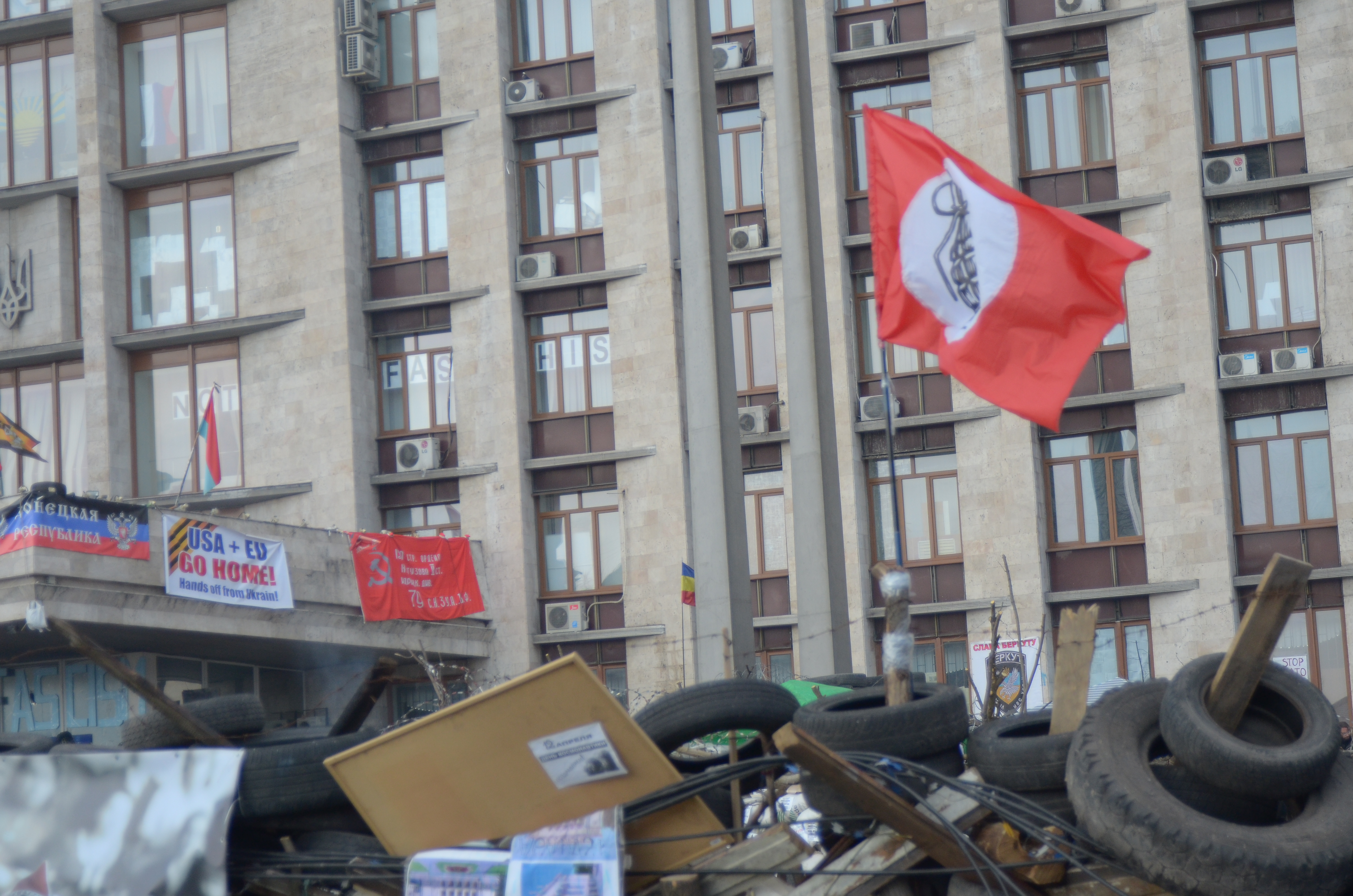
Flaga Innej Rosji w trakcie prorosyjskich protestów w Doniecku w 2014 roku

Inna Rosja została założona 10 lipca 2010 r. przez byłych członków zdelegalizowanej Partii Narodowo-Bolszewickiej podczas zjazdu w Moskwie. 
W 2010 roku trzech członków partii zostało aresztowanych i pobitych za udział w zamieszkach na placu Maneżowym. 
Członkowie Innej Rosji biorą udział od 2014 roku w działalności prorosyjskich separatystów na Ukrainie. Członkowie partii stworzyli oddziały ochotnicze pod nazwą „Interbrygady”. Kilku członków Innej Rosji zostało zabitych w trakcie walk podczas Wojny w Donbasie.
W 2017 roku kilku członków partii zostało aresztowanych w Petersburgu w  trakcie demonstracji w rocznicę rewolucji październikowej.
7 lutego 2018 roku  w trakcie wojny domowej w Syrii podczas bitwy pod Chuszam zginął w nalotach Kirył Ananiew, weteran zakazanej Partii Narodowo Bolszewickiej oraz działacz Innej Rosji.
26 października 2018  podczas Międzynarodowej Wystawy Bezpieczeństwa w Moskwie aktywistka Innej Rosji Olga Szalina podcięła sobie żyły w akcie symbolicznego protestu przeciwko łamaniu praw człowieka w rosyjskim systemie penitencjarnym. Szalina mówiła przez megafon o warunkach w rosyjskich więzieniach i rozrzucała ulotki krytykujące policję, krzycząc „Wolność dla więźniów!”. 
W maju 2023 r. partia Innej Rosji aktywnie organizowała spotkania i konferencje prasowe Klubu Wściekłych Patriotów i aktywnie sprzeciwiała się aresztowaniu Igora Girkina.